# إطار عمل (برمجة)

مثال لاطار عمل Zikula ميني على سيمفوني

إطار العمل في البرمجة (بالإنجليزية: Framework)‏ هي مجموعة من المكونات الجاهزة التي يستخدمها المبرمج في برنامج، حيث أن الهدف منها هو عمل نوع من الأدوات أو البنية التحتية الضرورية للمبرمج، بحيث لا يبدأ برنامجه من الصفر.
يختلف إطار عمل عن مكتبة برمجية بسيطة في المقام الأول ب:
- طبيعته العامية، وتخصصه ضعيف على عكس من المكتبات البرمجية. يمكن لإطار عمل أن يتكون من مجموعة من المكتبات البرمجية، كل واحدة منها متخصصة في مجال معين. هذا لا ينفي أن إطار عمل يمكن أن يتخصص في لغة معينة، منصة معينة، مجال معين: تقرير، ...
- الإطار الذي يفرضه بالطريقة التي برمج وكون بها، ليوجه بذلك هندسة البرمجيات أو المبرمج على احترام نمط معين. يتم إذن تنظيم المكتبات البرمجية المكونة له وفقا لنفس النموذج.

إطارات العمل صممت إذن واستخدمت لنمذجة تطبيقات هندسة البرمجيات وتطبيقات الويب والمكونات الوسيطة والبرمجيات. يتم الحصول على إطارات العمل من قبل المهندسين ودمجها في تطبيقات البرمجيات الموجودة في السوق، وبالتالي نادرا ما يتم شراؤها بشكل منفصل وتثبيتها من قبل المستخدم النهائي.